# Zbiór (rolnictwo)

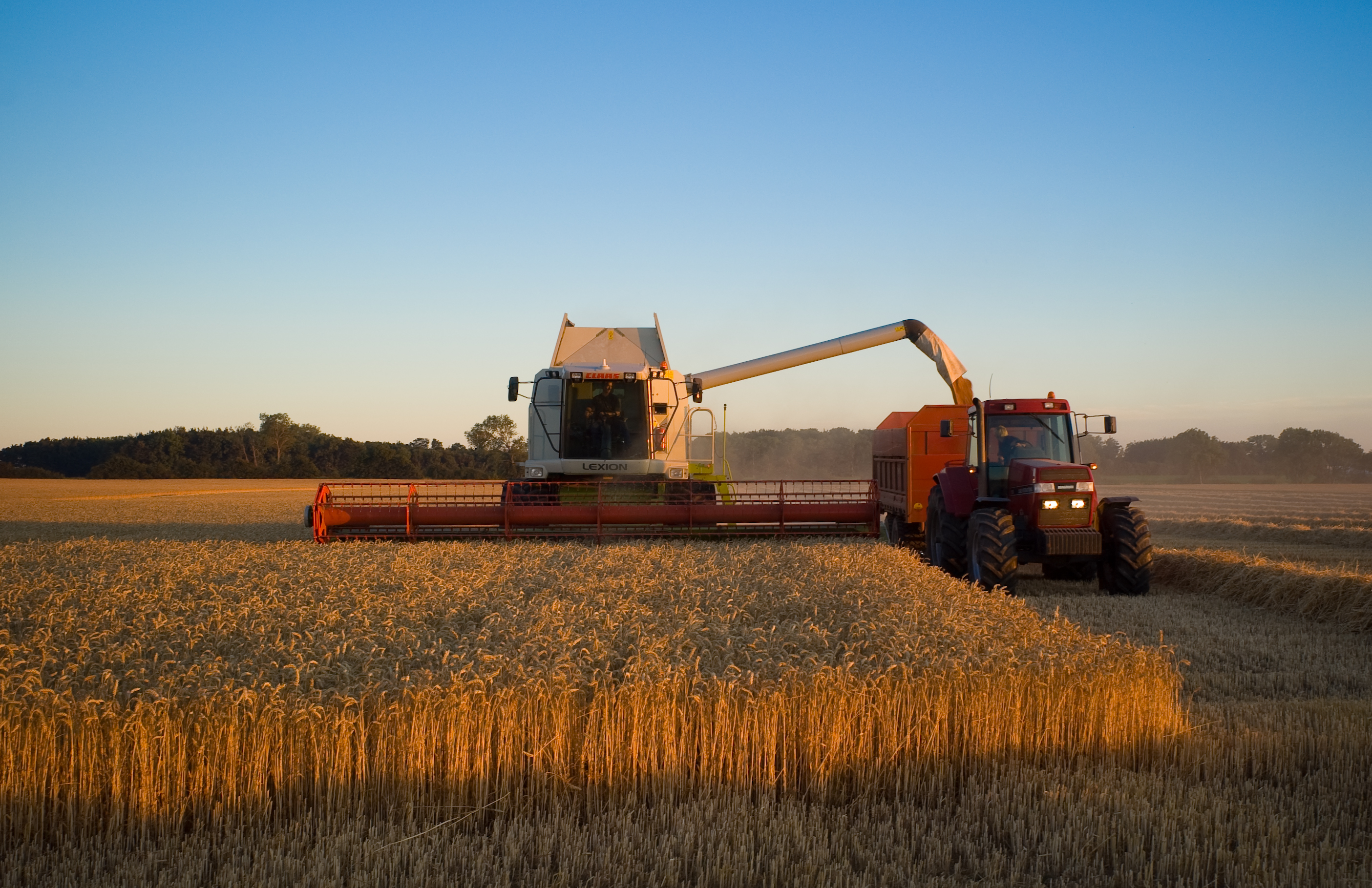
Zbiór zbóż kombajnem

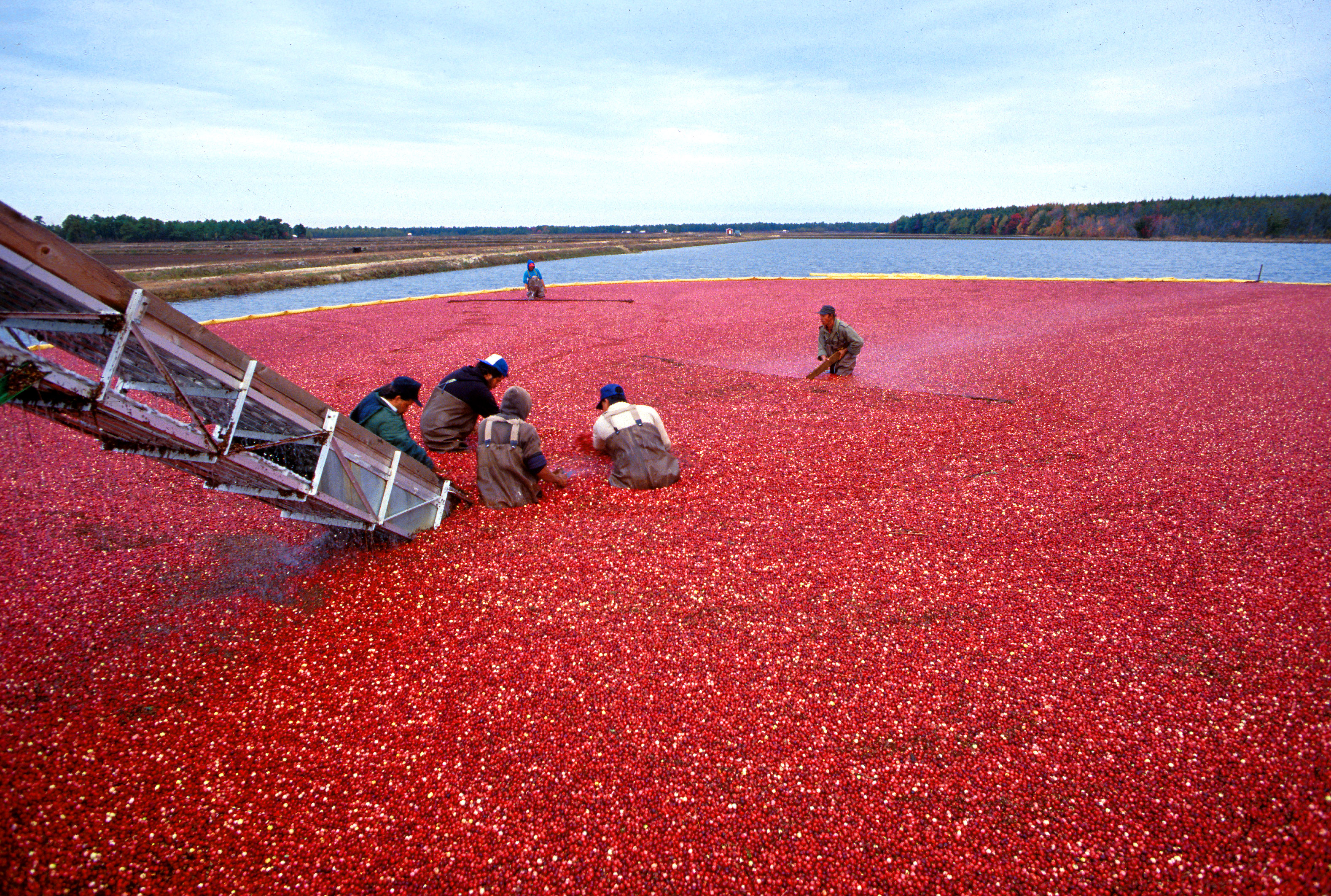
Zbiór żurawiny na plantacji w Stanach Zjednoczonych

Zbiór – 1. Masa zebrana lub planowana do zebrania z całej powierzchni uprawy danej rośliny w gospodarstwie lub innej jednostce terytorialnej czy administracyjnej. Wyrażana w tonach.
2. Zabiegi związane z pozyskiwaniem części roślin (produktów roślinnych) stanowiących cel uprawy. W zależności od miejsca uprawy możemy rozróżnić zbiór polowy – np. zbóż (żniwa), ziemniaków (wykopki); zbiór szklarniowy – np. ogórków, chryzantem, z sadów i plantacji roślin jagodowych – zbiór jabłek, zbiór truskawek. Zbiór przeprowadza się po osiągnięciu dojrzałości zbiorczej właściwej dla danej uprawy, a postępowanie z zebranym plonem określa się jako zabiegi pozbiorowe.

## Rekord świata w zbieraniu plonów
31 lipca 2011 na farmie koło Lipska kombajn CR9090 Elevation firmy New Holland o mocy 591 KM (435 kW) zebrał 451,2 tony pszenicy w ciągu ośmiu godzin, ustanawiając tym samym nowy rekord świata, uznany przez publikację Księga rekordów Guinnessa. Średnia wilgotność zbieranego ziarna wyniosła 10,9%, a jego ilość uszkodzeń 0,14% przy czystości ziarna 99,5%. Kombajn pracował bez przerwy i bez tankowania, ze średnim zużyciem paliwa 15,14 l/ha.
Poprzedni rekord ustanowiony w Wielkiej Brytanii w 1990 wynosił 358,09 tony w ciągu ośmiu godzin. Podczas ustanawiania poprzedniego rekordu koncentrowano się tylko na zbiorze ziarna, natomiast kombajn CR Elevation zebrał także ponad 400 ton słomy.